# Сражение при Терки-Спрингс
Сражение при Терки-Спрингс (англ. Battle of Turkey Springs) — сражение между северными шайеннами и армией США, произошедшее 13 и 14 сентября 1878 года на севере Индейской территории. Это сражение стало последним вооружённым конфликтом между индейцами и армией США на территории современного штата Оклахома.
В конце мая 1877 года почти тысячу северных шайеннов депортировали на Индейскую территорию. Прожив около года, многие индейцы захотели вернуться на свои родные земли на севере. Условия жизни на юге оказались очень тяжёлыми: многие шайенны болели, правительственные пайки были скудными, а дичь в округе отсутствовала. В сентябре 1877 года 353 северных шайенна, в том числе всего несколько десятков воинов, покинули свою резервацию. Американская армия преследовала индейцев и настигла их в районе водоёма Терки-Спрингс. В завязавшемся бое американцы потеряли трёх человек убитыми и были вынуждены отступить, а северные шайенны продолжили свой путь на север.